# Marcelo Azeva
Marcelo Azeva (Rio de Janeiro, 6 de março de 1972) ou Marcelo Azevedo dos Santos é Designer gráfico com especialização em Computação gráfica. Destacou-se na Força Aérea Brasileira como sendo o primeiro artista digital a tornar-se Imortal na Academia Brasileira de Belas Artes, onde ocupa a Cadeira de Grau 07  (patronímica de Zéphyrin_Ferrez). Nesse órgão consultivo do Governo Federal  atua também como Diretor Secretário do Conselho Consultivo Deliberativo da Academia.

## Biografia

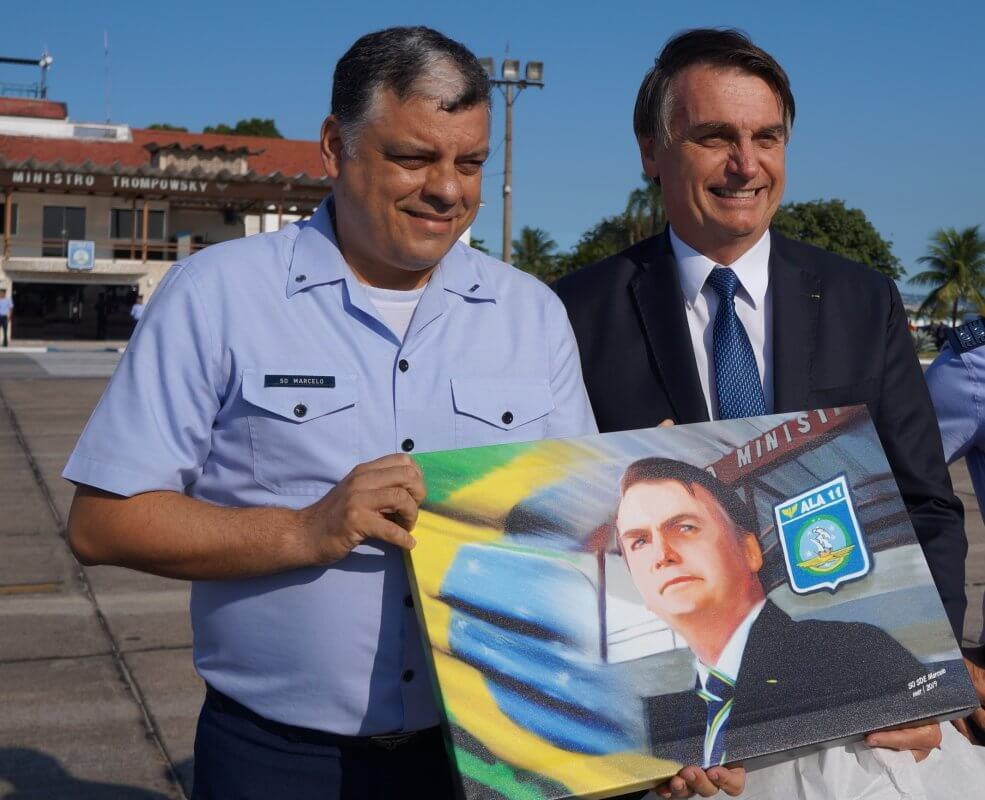
[https://twitter.com/fab_oficial/status/1116423556655718401 Marcelo Azeva presenteando o Presidente Jair Bolsonaro

Marcelo é ganhador de vários concursos culturais nacionais na área de design artístico. De 1994 a 1998 atuou como docente para alunos do Curso de Formação para militares especializados em Desenho. Foi diretor e coordenador visual no Concerto Sinfônico da Força Aérea de 2018, 2019 e 2020. É o projetista e artista do Museu da Aviação de Transporte, na Base Aérea do Galeão, neste espaço suas obras retratam parte da história da Aviação de Transporte Brasileira. 

## Prêmios
- Primeiro lugar no Concurso Cultural para escolha de Símbolo Comemorativo dos cinquenta anos da Comissão de Desportos da Aeronáutica, em 2017.[5]
- Primeiro lugar no Concurso Cultural para escolha de Símbolo Comemorativo dos setenta e cinco anos do Hospital Central da Aeronáutica, em 2017.[6]
- Menção Honrosa: Hospital Central da Aeronáutica, Rio de Janeiro, 2017.[7]